# Fritz Mitterhauser
Fritz Mitterhauser (* 2. Jänner 1895 in Stockerau; † 30. November 1959 ebenda) war ein österreichischer Politiker (ÖVP) und Landwirt. Mitterhauser war von 1945 bis 1959 Abgeordneter zum Landtag von Niederösterreich.
Mitterhauser besuchte die Handelsakademie und schloss seine Schulbildung mit der Handelsakademie ab. Er leistete seinen Militärdienst und übernahm den elterlichen Hof. Ab 1934 war er kommunalpolitisch aktiv, 1939 wurde er aus politischen Gründen inhaftiert. Er wurde zu Beginn des Zweiten Weltkriegs zum Militärdienst eingezogen, jedoch nach dem Überfall auf Polen für die Landwirtschaft unabkömmlich gestellt. Er vertrat die ÖVP vom 12. Dezember 1945 bis zum 4. Juni 1959 im Niederösterreichischen Landtag und war von 1948 bis 1950 Vizebürgermeister von Stockerau. 